# Barteln

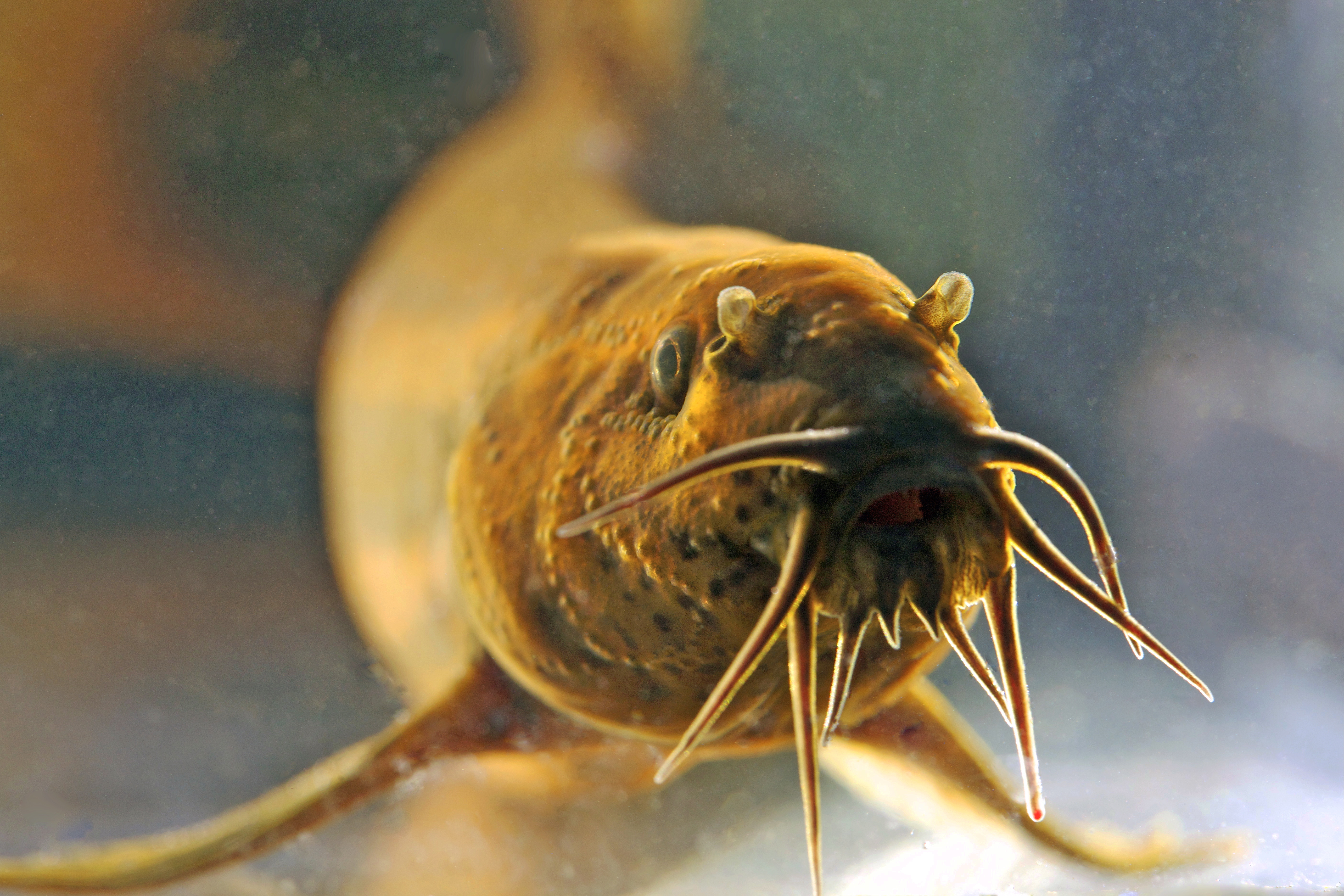
Barteln beim Schlammpeitzger (Misgurnus fossilis)

Barteln oder Bartfäden, auch Kinnfäden, sind fadenförmige Hautorgane am Maulbereich vieler Fische. Sie haben Geschmacksknospen und Tastkörperchen. In ihrer Längsachse sind meistens Knorpel, elastische Fasern und Muskeln enthalten. Sie dienen als Tast- und Geschmacksorgane. Barteltragende Fischgruppen sind z. B. die Welse, Ammenhaie, Schmerlen, Karpfenartige und die Dorschartigen.

## Arten von Barteln
Barteln werden nach Sitz und Funktion unterschieden:
- Rictalbarteln sitzen am Mundwinkel, der Verbindung von Ober- und Unterlippe.[1][2]
- Mentalbarteln befinden sich am Kinn, daher auch Kinnbarteln.[3]
- Maxillarbarteln, auch Oberkieferbarteln sind, wie der Name schon sagt, am Oberkiefer.
- Mandibularbarteln sind entsprechend Unterkieferbarteln.
- Rostralbarteln sitzen an der Schnauzenspitze.
- Nasalbarteln sind die Barteln bei den Nasenöffnungen.[4]
- Daneben gibt es bei der Anglerfisch-Familie Teufelsangler (Linophrynidae) Barteln die im Bereich des Zungenbeins (Hyoid) herabhängen. Diese nennt man im englischen hyoid barbel.[5]

## Beispiele

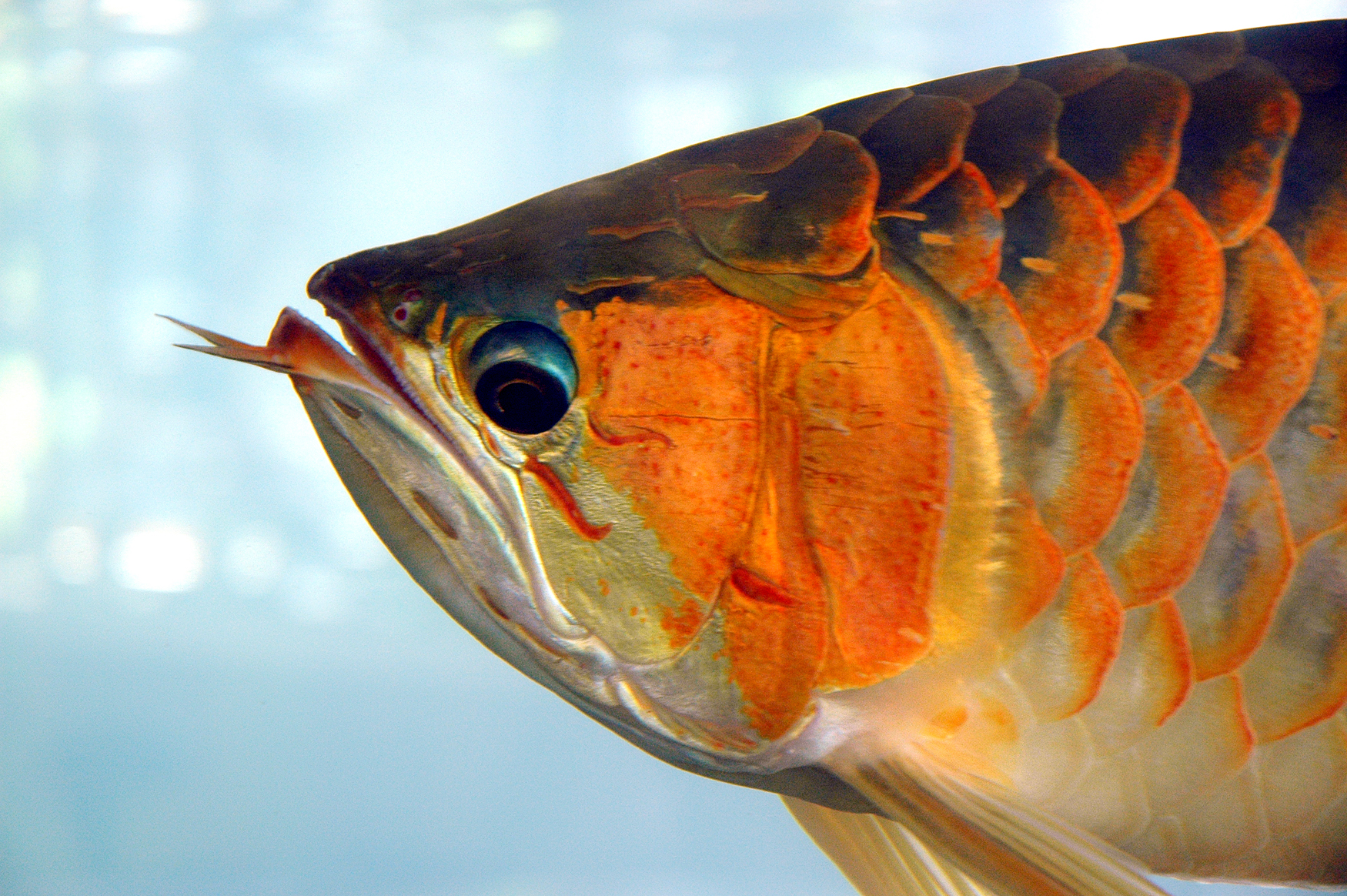
Der Knochenzüngler Scleropages formosus hat kurze Kinnbarteln

Die Anzahl ist von Art zu Art sehr unterschiedlich und kann zwischen einer Bartel bei der Quappe und bis zu zehn Barteln, wie beim Schlammpeitzger, variieren. Beim Atlantischen Kinnbartel-Flugfisch wachsen den Jungen nach dem Ausschlüpfen ein Paar kurzer Barteln am Kinn.